# Vịt mặt nạ
Vịt mặt nạ, tên khoa học Nomonyx dominicus, là loài chim trong chi đơn Nomonyx, thuộc họ Vịt.